# Síp
Síp (tiếng Hy Lạp: Κύπρος, đã Latinh hoá: Kýpros IPA: [ˈcipros]; tiếng Thổ Nhĩ Kỳ: Kıbrıs IPA: [ˈkɯbɾɯs]), tên gọi chính thức là Cộng hòa Síp, là một đảo quốc nằm tại phần phía đông của biển Địa Trung Hải, đây là đảo có diện tích và dân số lớn thứ 3 trong biển này. Síp nằm về phía nam của Thổ Nhĩ Kỳ, phía tây của Syria và Liban.
Con người đã có những hoạt động đầu tiên trên đảo từ khoảng thiên niên kỷ thứ 10 TCN và nơi đây có một số di tích giếng nước thuộc vào hàng cổ nhất trên thế giới. Người Hy Lạp Mycenae bắt đầu đến định cư tại đảo vào thiên niên kỷ 2 TCN. Do có vị trí chiến lược, trong khoảng thời gian sau đó, hòn đảo bị nhiều thế lực lớn như Assyria, Ai Cập và Ba Tư chiếm đóng. Đến năm 333 TCN, hòn đảo nằm dưới quyền Alexandros Đại đế. Các thế lực kế tiếp cai trị hòn đảo là Ai Cập Ptolemaios, La Mã và Đông La Mã, các khalifah của người Ả Rập, vương triều Lusignan gốc Pháp và Cộng hòa Venezia, sau đó là 3 thế kỷ Đế quốc Ottoman cai trị từ năm 1571 đến 1878 (về mặt pháp lý thì đến năm 1914).
Síp nằm dưới quyền quản lý của Đế quốc Anh vào năm 1878 và chính thức bị thôn tính vào năm 1914. Sau giai đoạn đấu tranh giành độc lập bằng hình thức dân tộc chủ nghĩa bạo lực trong thập niên 1950, Síp chính thức được trao trả độc lập vào năm 1960. Năm 1963, bạo lực giữa hai cộng đồng người Síp gốc Hy Lạp và gốc Thổ Nhĩ Kỳ bắt đầu nổ ra, rồi sau đó kết thúc khi đại diện của cộng đồng gốc Thổ Nhĩ Kỳ có được vị trí trong chính phủ. Ngày 15 tháng 7 năm 1974, các phần tử dân tộc chủ nghĩa gốc Hy Lạp tiến hành đảo chính trong nỗ lực nhằm hợp nhất hòn đảo vào Hy Lạp. Động thái này dẫn tới việc Thổ Nhĩ Kỳ đưa quân đội xâm chiếm Síp vào ngày 20 tháng 7 cùng năm, họ chiếm được một phần lãnh thổ nay là Bắc Síp. Ước tính có trên 150.000 người Síp gốc Hy Lạp và 50.000 người Síp gốc Thổ Nhĩ Kỳ phải di chuyển chỗ ở. Một nhà nước ly khai của người Síp gốc Thổ Nhĩ Kỳ được thành lập vào năm 1983, động thái bị cộng đồng quốc tế lên án, chỉ trích và chỉ có duy nhất Thổ Nhĩ Kỳ là quốc gia công nhận nhà nước mới này, tranh chấp vẫn tiếp tục diễn ra cho đến tận ngày nay.
Chính phủ Síp có quyền pháp lý trên toàn bộ hòn đảo, ngoại trừ các khu vực Akrotiri và Dhekelia vẫn thuộc quyền quản lý của Anh Quốc theo các hiệp định về cựu thuộc địa độc lập. Lãnh thổ Síp bị phân chia thành hai khu vực chính, quyền quản lý của chính phủ Cộng hoà nằm về phía nam và phía tây; chiếm 60% diện tích đảo còn ở phía bắc hòn đảo do Cộng hoà Thổ Nhĩ Kỳ Bắc Síp quản lý chiếm 36% diện tích còn lại. Gần 4% diện tích khác thuộc vào vùng đệm do Liên Hợp Quốc phụ trách. Cộng đồng quốc tế nhìn nhận phần đất phía bắc của hòn đảo là lãnh thổ hợp pháp của Cộng hoà Síp bị các lực lượng quân sự Thổ Nhĩ Kỳ chiếm đóng trái phép.
Síp là một địa điểm du lịch nổi tiếng tại Địa Trung Hải. Síp có một nền kinh tế thu nhập cao. Síp là thành viên của Khối Thịnh vượng chung Anh từ năm 1961 và là một thành viên tham gia sáng lập của Phong trào không liên kết tuy nhiên đã rời khỏi phong trào khi gia nhập Liên minh châu Âu vào năm 2004. Năm 2008, Cộng hoà Síp tiếp tục gia nhập Khu vực đồng Euro.

## Từ nguyên
Cái tên "Síp" trong tiếng Việt có lẽ có nguồn gốc từ tên quốc gia này trong tiếng Pháp là "Chypre". Còn trong tiếng Anh, từ Cyprus có từ nguyên hơi khó xác định. Một lời giải thích có thể là từ tiếng Hy Lạp chỉ cây bách Địa Trung Hải (Cupressus sempervirens), κυπάρισσος (kypárissos), hay thậm chí cái tên Hy Lạp của cây lá móng (Lawsonia alba), κύπρος (kýpros). Một lời giải thích khác cho rằng nó xuất phát từ từ Eteocypriot cho đồng. Ví dụ, Georges Dossin, cho rằng nó có nguồn gốc từ tiếng Sumer cho đồng đỏ (zubar) hay đồng thiếc (kubar), bởi trữ lượng đồng lớn được tìm thấy trên hòn đảo. Thông qua thương mại xuyên biển hòn đảo này được đặt tên theo từ tiếng La tinh cổ cho loại kim loại này thông qua câu aes Cyprium, "kim loại của Síp", sau này viết gọn thành Cuprum. Síp cũng được gọi là "hoàn đảo của Aphrodite hay tình yêu", bởi trong thần thoại Hy Lạp, vị nữ thần Aphrodite, của sắc đẹp và tình yêu được sinh ra tại Síp.
Các biểu lộ của Assyrian Cổ cho "hòn đảo nhiều nắng xa xôi" là kypeř-až ṇ-itiṣ, đã nhiều lần được chuyển nghĩa sang tiếng Hy Lạp là kyperus nytis, hay kyprezu-nytys có nghĩa (trong thổ ngữ Cretan Cổ) "hòn đảo nhiều nắng phía nam". Sau đó nó liên quan tới việc người Cretan đặt tên cho nó như vậy, và kết quả là "hòn đảo nhiều nắng phía nam", "Kipriuznyt". Một khả năng khác là người Phoenician đã gọi nó là "Kỹiprii Uűzta" (Đảo Cam), cái tên xuất hiện trong thời La Mã và họ nghĩ nó được đặt theo tên một trong những vị hoàng đế của họ, và gọi nó là "Ciprea Augusta". Cùng với thời gian, Augusta bị bỏ đi và chỉ còn lại Ciprea.

## Địa lý
Đảo quốc thuộc Tây Á, nằm ở vùng phía Địa Trung Hải, cách bờ biển Nam Thổ Nhĩ Kỳ khoảng 80 km. Vị trí bao quát và thuận lợi trên các đường dẫn đến kênh đào Suez đã nâng cao tầm quan trọng về chiến lược của đảo quốc này. Hai dãy núi Kyrenias trải dài ở bờ biển phía Bắc và dãy Troodhos phía Tây Nam chiếm phần lớn đất đai trên đảo, bị phân cách bởi đồng bằng trũng trải dài ở giữa.

## Lịch sử Síp

### Thời cổ đại
Tương truyền, Síp là nơi sinh của Aphrodite, Adonis và là nơi ở của Vua Cinyras, Teucer và Pygmalion. Địa điểm có hoạt động của con người sớm nhất được xác định là Aetokremnos, nằm ở bờ biển phía nam, cho thấy những người săn bắn hái lượm đã có mặt trên hòn đảo từ khoảng năm 10.000 trước Công Nguyên, với những cộng đồng làng định cư từ khoảng năm 8200 trước Công Nguyên. Sự xuất hiện của những người đầu tiên trùng khớp với cuộc tuyệt chủng của những chú hà mã lùn và voi lùn, các xương sọ của chúng là khởi nguồn cho truyền thuyết Cyclops. Các giếng nước được phát hiện bởi các nhà khảo cổ học ở phía tây Síp được cho là thuộc số những giếng cổ nhất Trái Đất, có niên đại từ 9,000 tới 10.500 năm. Chúng được cho là bằng chứng về sự phức tạp của các cộng đồng định cư đầu tiên. Những di tích của một chú mèo tám tháng tuổi được tìm thấy được chôn cất với người chủ của nó tại một địa điểm Đồ đá mới riêng biệt tại Síp. Ngôi mộ được ước tính có 9.500 năm tuổi, trước cả nền văn minh Ai Cập cổ đại và đẩy lùi thời điểm diễn ra sự thuần hoá thú nuôi của loài người lên sớm rất nhiều.
Có nhiều đợt con người và người định cư tới đây cũng như những người mới nhập cư tới hòn đảo trong thời kỳ Đồ đá mới, dù những trận động đất đã phá huỷ các cơ sở hạ tầng từ khoảng năm 3800 trước Công nguyên. Nhiều làn sóng người nhập cư tiếp nối, gồm cả một số bộ tộc từ tiểu Á giúp tăng cường nghề thủ công chế tác kim loại trên hòn đảo, dù những đồ tạo tác được phát hiện từ thời này rất hiếm khi có chất lượng cao. Thời kỳ đồ Đồng được báo trước với sự xuất hiện của những người Tiểu Á đến hòn đảo này từ khoảng năm 2400 trước Công Nguyên.
Người Hy Lạp Mycenae lần đầu tiên tới Síp khoảng năm 1600 trước Công Nguyên, với những khu định cư thuộc thời kỳ này nằm rải rác trên khắp hòn đảo. Một làn sóng người định cư Hy Lạp khác được cho là đã diễn ra trong giai đoạn 1100-1050 trước Công Nguyên, và đặc điểm Hy Lạp nổi bật trên đảo cũng bắt đầu từ giai đoạn này. Nhiều thuộc địa Phoenicia đã được tìm thấy từ thế kỷ thứ VIII trước Công Nguyên, như Kart-Hadasht có nghĩa 'Thị trấn Mới', gần Larnaca và Salamis hiện nay.
Síp bị Assyria chinh phục năm 709 trước Công Nguyên, trước một giai đoạn ngắn dưới sự cai trị của Ai Cập và cuối cùng là Ba Tư năm 545 trước Công Nguyên. Người Síp, dưới sự lãnh đạo của Onesilos, gia nhập cùng với những người anh em Hy Lạp tại các thành bang Ionia trong cuộc Nổi dậy Ionia không thành công năm 499 trước Công Nguyên chống lại Đế quốc Ba Tư Achaemenes. Hòn đảo bị đưa lại dưới quyền cai trị liên tục của Hy Lạp bởi Alexandros Đại Đế và nhà Ptolemaios của Ai Cập sau cái chết của ông. Sự Hy Lạp hoá toàn bộ diễn ra trong thời kỳ Ptolemaios, chỉ chấm dứt khi Síp bị Cộng hoà La Mã sáp nhập năm 58 trước Công Nguyên. Síp là một trong những điểm dừng đầu tiên trong chuyến hành trình truyền giáo của Sứ đồ Phaolô.

### Trung Cổ

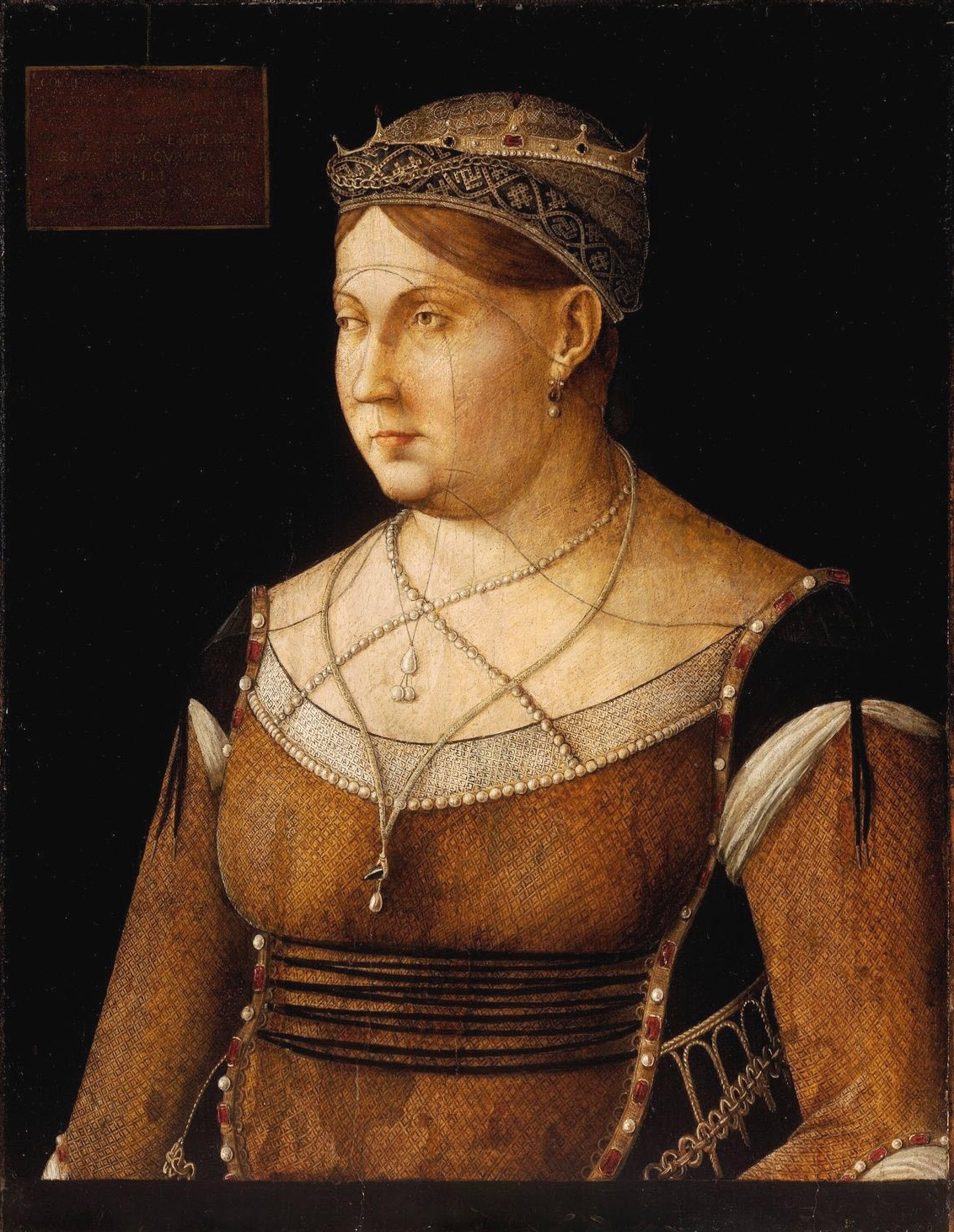
Catarina Corner, Nữ vương Síp.

Năm 395, Síp trở thành một phần của Đế chế Byzantine, đế chế này mất quyền kiểm soát hòn đảo vào tay người Ả Rập năm 649 trước khi tái chiếm năm 966. Trong Cuộc Thập tự chinh thứ Ba, năm 1191, Richard I của Anh đã chiếm hòn đảo từ Isaac Komnenos. Ông dùng nó như một căn cứ hậu cần chính khá an toàn khỏi Saracens. Một năm sau Guy của Lusignan mua lại hòn đảo từ Templars để bù cho những thiệt hại của vương quốc của ông.
Cộng hoà Venice nắm quyền kiểm soát đảo năm 1489 sau sự thoái vị của Nữ vương Catarina Corner. Bà là vợ goá của James II người là Lusignan Vua Síp cuối cùng. Sử dụng nó như một cổng thương mại quan trọng, người Venice nhanh chóng củng cố Nicosia; thành phố thủ đô hiện tại của Síp, với những Bức tường Venice nổi tiếng. Trong suốt thời cai trị của Venice, Đế chế Osman thường tiến hành những cuộc cướp phá Síp. Năm 1539 quân Osman phá huỷ Limassol và vì lo ngại điều xấu nhất có thể xảy ra, người Venice cũng củng cố Famagusta và Kyrenia.

### Thời cai trị của Ottoman và Anh

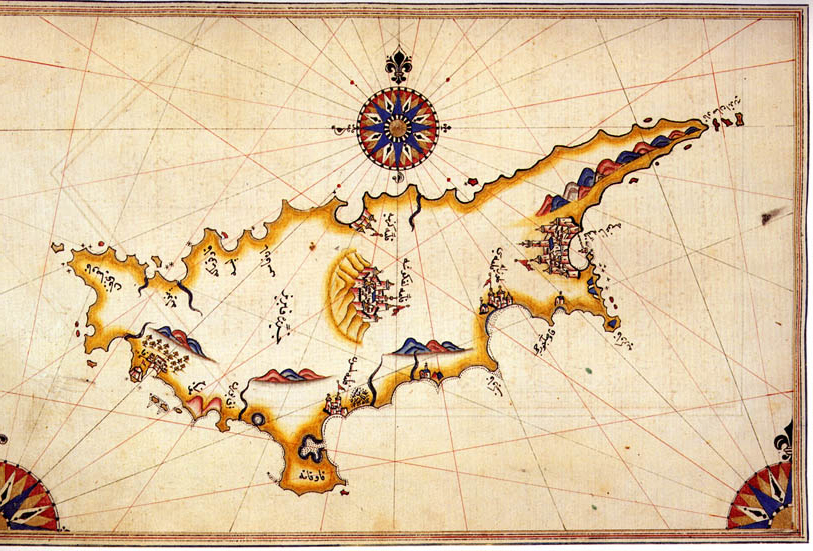
Bản đồ lịch sử Síp của Kaptan Pasha thuộc Đế quốc Ottoman, Piri Reis

Năm 1570, một cuộc tấn công quy mô lớn dưới sự chỉ huy của Piyale Pasha với 60.000 quân đã đưa hòn đảo này về dưới sự thống trị của Đế quốc Thổ Ottoman, dù có sự kháng cự kiên quyết của những người dân Nicosia và Famagusta. 20.000 người Nicosia bị giết hại, và mỗi nhà thờ, mỗi công trình công cộng và cung điện đều bị cướp phá. Người Thổ áp đặt hệ thống millet và cho phép các cơ quan tôn giáo được quản lý các cộng đồng phi Hồi giáo của mình, nhưng cùng lúc ấy đầu tư cho Nhà thờ Chính thống phía Đông như một lực lượng môi giới giữa người Síp Thiên chúa giáo và các cơ quan được trao không chỉ quyền tôn giáo mà cả kinh tế và chính trị.Thuế khoá nặng nề đã dẫn tới những cuộc nổi loạn, với xấp xỉ hai mươi tám cuộc khởi nghĩa đẫm máu diễn ra trong giai đoạn 1572 và 1668, buộc các Sultan phải can thiệp. Cuộc tổng điều tra dân số lớn của Đế quốc Ottoman năm 1831, chỉ tính số đàn ông, cho biết có 14.983 tín đồ Hồi giáo và 29.190 tín đồ Thiên chúa giáo. Tới năm 1872, dân số của hòn đảo đã tăng lên 144.000 gồm 44.000 người Hồi giáo và 100.000 tín đồ Thiên chúa giáo.
Bộ máy hành chính, nhưng không có chủ quyền, của hòn đảo bị nhượng lại cho Đế quốc Anh năm 1878 với hậu quả của cuộc Chiến tranh Nga-Thổ Nhĩ Kỳ (1877–1878). Hòn đảo tiếp tục là một căn cứ quân sự quan trọng của người Anh trên những con đường thuộc địa của họ. Tới năm 1906, khi cảng Famagusta được hoàn thành, Síp là một địa điểm hải quân quan trọng giám sát kênh đào Suez, con đường chính chiến lược dẫn tới Ấn Độ khi ấy là thuộc địa quan trọng nhất của Anh. Sau Chiến tranh thế giới thứ nhất và sự liên minh của Thổ Nhĩ Kỳ với khối Liên minh Trung tâm, Anh Quốc sáp nhập hòn đảo. Năm 1923, theo Hiệp ước Lausanne, nước Cộng hoà Thổ Nhĩ Kỳ mới thành lập từ bỏ bất kỳ yêu sách nào với Síp vào năm 1925 hòn đảo được tuyên bố là một Thuộc địa Hoàng gia Anh. Nhiều người Síp Hy Lạp chiến đấu trong Quân đội Anh trong cả hai cuộc Thế Chiến, với hy vọng rằng cuối cùng Síp sẽ được thống nhất với Hy Lạp.
Tháng 1 năm 1950 Nhà thờ Chính thống phương Đông tổ chức một cuộc trưng cầu dân ý, bị cộng đồng người Síp Thổ Nhĩ Kỳ tẩy chay, theo đó 90% người bỏ phiếu ủng hộ "enosis", có nghĩa là một liên minh với Hy Lạp; tất nhiên cũng có những người Síp Hy Lạp không đồng ý với enosis. Quyền tự trị giới hạn theo một hiến pháp được cơ quan hành chính Anh đưa ra nhưng cuối cùng bị bác bỏ. Năm 1955 tổ chức EOKA được thành lập, tìm kiếm độc lập và liên minh với Hy Lạp thông qua đấu tranh vũ trang. Cùng lúc ấy Tổ chức Kháng chiến Thổ Nhĩ Kỳ (TMT), kêu gọi Taksim, hay sự ly khai, được thành lập bởi những người Síp Thổ Nhĩ Kỳ như một tổ chức đối trọng. Sự hỗn loạn trên hòn đảo bị người Anh dùng vũ lực đàn áp.

### Độc lập
Ngày 16 tháng 8 năm 1960, Síp giành được độc lập sau một thoả thuận tại Zürich và Luân Đôn giữa Anh Quốc, Hy Lạp và Thổ Nhĩ Kỳ. Người Anh giữ lại hai Vùng Căn cứ quân sự có chủ quyền tại Akrotiri và Dhekelia trong khi các cơ sở chính phủ các văn phòng công cộng được trao theo tỷ lệ thành phần sắc tộc khiến cộng đồng thiểu số Thổ Nhĩ Kỳ có quyền phủ quyết thường trực, 30% trong nghị viện và bộ máy hành chính, và trao cho ba quốc gia bảo lãnh các quyền đảm bảo thực hiện.
Năm 1963 bạo lực giữa các cộng đồng bùng phát, một phần được sự bảo trợ của cả hai "nước mẹ" với việc người Síp Thổ Nhĩ Kỳ bị buộc vào sống trong các vùng đất nội địa và lãnh đạo người Síp Hy Lạp Tổng giám mục Makarios III kêu gọi một sự đơn phương thay đổi hiến pháp coi đó là cách thức để giảm căng thẳng và giúp người Hy Lạp có quyền kiểm soát toàn bộ hòn đảo. Liên hiệp quốc tham gia giải quyết vấn đề và các lực lượng Liên hiệp quốc tại Síp (UNICYP) đã được triển khai tại các điểm nhạy cảm.

### Phân chia
Chính phủ quân sự Hy Lạp nắm quyền ở Hy Lạp đầu thập niên 1970 trở nên bất bình với chính sách của Makarios tại Síp và sự thiếu vắng một quá trình hướng tới "Enosis" ('Liên minh' trong tiếng Hy Lạp) với Hy Lạp. Một phần vì lý do này, và một phần bởi sự bối rối với sự chống đối trong nước, hội đồng quân sự đã tổ chức một cuộc đảo chính bại Síp ngày 15 tháng 7 năm 1974. Nikos Sampson được hội đồng quân sự Hy Lạp đưa lên làm tổng thống Síp. Dù là một người theo chủ nghĩa quốc gia, ông đã không tuyên bố liên minh với Hy Lạp và tuyên bố rằng Síp sẽ tiếp tục giữ độc lập và không liên kết. Nhưng chính phủ Thổ Nhĩ Kỳ không thấy dễ chịu với tình hình thực tế, vì thế họ đã phản ứng và tìm kiếm sự can thiệp của Anh, vốn chưa bao giờ là cụ thể. Bảy ngày sau, ngày 20 tháng 7 năm 1974, Thổ Nhĩ Kỳ xâm lược Síp tuyên bố một quyền, theo các thoả thuận Zurich và Luân Đôn, để can thiệp và tái lập trật tự hiến pháp. Không quân Thổ Nhĩ Kỳ bắt đầu ném bom các vị trí tại Síp, hàng trăm lính dù đổ bộ xuống khu vực giữa Nicosia và Kyrenia, nơi người Síp Thổ Nhĩ Kỳ được trang bị tốt từ lâu đã có mặt, trong khi ngoài bờ biển Kyrenia 30 tàu Thổ Nhĩ Kỳ được bảo vệ bởi các tàu khu trục cho đổ bộ 6,000 lính và một lực lượng xe tăng, xe tải và các phương tiện bọc thép. Ba ngày sau, khi một thoả thuận ngừng bắn đã được đồng thuận, Thổ Nhĩ Kỳ đã cho đổ bộ 30.000 lính trên hòn đảo và chiếm Kyrenia, hành lang nối Kyrenia với Nicosia và quận Síp Thổ Nhĩ Kỳ của Nicosia. Hội đồng quân sự tại Athens và sau đó là Sampson Síp mất quyền lực. Tại Nicosia, Glafkos Clerides nắm quyền tổng thống và trật tự hiến pháp được tái lập; bề ngoài là loại bỏ nguyên nhân người Thổ Nhĩ Kỳ đặt ra cho cuộc xâm lược, dù người Thổ dù đã có nhiều thắng lợi ban đầu như vậy khi đó đã cam kết áp dụng chính sách từ lâu của họ là chia rẽ hòn đảo và sáp nhập miền bắc Síp. Người Thổ sử dụng một giai đoạn với các cuộc đàm phán vờ vĩnh - trong đó Thổ Nhĩ Kỳ được Mỹ ủng hộ về ngoại giao, tình báo - để tăng cường khu vực Kyrenia và chuẩn bị cho giai đoạn thứ hai của cuộc xâm lược, bắt đầu ngày 14 tháng 8 và dẫn tới việc chiếm đóng Morphou, Karpasia, Ammochostos và Mesaoria. Sự can thiệp quân sự của Thổ Nhĩ Kỳ được Hoa Kỳ bí mật ủng hộ và NATO. Người Hy Lạp thông báo sự thành lập của một nhóm bán quân sự EOKA mới nhằm chống lại những kẻ xâm lược nhưng điều này đã cho thấy sự phản tác dụng, khiến việc trục xuất người Hy Lạp khỏi các vùng do Thổ Nhĩ Kỳ chiếm đóng càng diễn ra nhanh hơn. Với số lượng thua kém hoàn toàn, các lực lượng Hy Lạp không thể chống lại sự tiến quân của Thổ Nhĩ Kỳ. Vùng Ayia Napa chỉ thoát khỏi sự chiếm đóng nhờ nó nằm sau khu vực Căn cứ có Chủ quyền Anh, nơi người Thổ vì cần thận đã không xâm chiếm.
Một quan điểm khác cho rằng cuộc đảo chính đơn giản chỉ có mục đích hạ bệ Tổng giám mục Makarios và chính phủ của ông vì thế các kế hoạch của Henry Kissinger về Síp có thể được thực hiện.

Ioannides [lãnh đạo hội đồng quân sự Hy Lạp] đã nói rằng... ông không chắc liệu mình chỉ đơn giản có thể rút quân Hy Lạp khỏi Síp... hay dứt khoát lật đổ Makarios và để Hy Lạp thoả thuận trực tiếp với Thổ Nhĩ Kỳ về tương lai của Síp. (The trial of Henry Kissinger By Christopher Hitchens, 2002, p.82.)

Áp lực quốc tế dẫn tới một cuộc ngừng bắn và ở thời điểm đó 37% đất đai đã thuộc trong vùng chiếm đóng Thổ Nhĩ Kỳ, 170.000 người Síp Hy Lạp bị đuổi khỏi nhà cửa ở miền bắc và 50.000 người Síp Thổ Nhĩ Kỳ phải ra đi theo hướng ngược lại. Năm 1983 người Síp Thổ Nhĩ Kỳ đơn phương tuyên bố độc lập, và chỉ được mỗi Thổ Nhĩ Kỳ công nhận. Tới thời điểm hiện tại, có 1,534 người Síp Hy Lạp và 502 người Síp Thổ Nhĩ Kỳ mất tích vì cuộc xung đột. Các sự kiện trong mùa hè năm 1974 là trọng tâm chính trị trên hòn đảo, cũng như quan hệ Hy Lạp-Thổ Nhĩ Kỳ. Khoảng 150.000 người định cư từ Thổ Nhĩ Kỳ được cho là đang sống trên miền bắc vi phạm vào Hiệp ước Genève và nhiều nghị quyết của Liên hiệp quốc . Sau cuộc xâm lược và chiếm đóng lãnh thổ miền bắc của Thổ Nhĩ Kỳ, Cộng hoà Síp thông báo toàn bộ cảng vào ở miền bắc bị đóng cửa, bởi thực tế chúngkhông nằm trong quyền quản lý của họ.

### Lịch sử gần đây
Bởi sự phân chia của nền Cộng hoà diễn ra trên thực tế, chứ không phải về mặt pháp lý, miền bắc và miền nam đã đi theo những con đường khác nhau. Cộng hoà Síp là một chế độ dân chủ lập hiến đã đạt tới mức độ giàu có cao, với nền kinh tế bùng nổ và cơ sở hạ tầng tốt. Nó là một thành viên của Liên hiệp quốc, Liên minh châu Âu và nhiều tổ chức quốc tế khác và được các tổ chức này công nhận như chính phủ hợp pháp duy nhất của toàn bộ hòn đảo. Vùng không thuộc quyền quản lý của Cộng hoà Síp, Bắc Síp, phụ thuộc vào sự giúp đỡ từ Thổ Nhĩ Kỳ. Nỗ lực lớn cuối cùng nhằm giải quyết cuộc tranh cãi Síp là Kế hoạch Annan. Nó được người Síp Thổ Nhĩ Kỳ ủng hộ nhưng nó bị phản đối bởi người Síp gốc Hy Lạp.
Tháng 7 năm 2006, hòn đảo trở thành một thiên đường an toàn cho những người Liban tị nạn vì cuộc xung đột giữa Israel và Hezbollah.
Tháng 3 năm 2008, một bức tường từng đứng hàng thập kỷ như biên giới giữa vùng do người Síp Hy Lạp quản lý và vùng đệm của Liên hiệp quốc đã bị phá bỏ. Bức tường từng cắt ngang qua Phố Ledra tại trung tâm Nicosia và được coi như một biểu tượng mạnh mẽ của sự phân chia hòn đảo kéo dài 32 năm. Ngày 3 tháng 4 năm 2008, Phố Ledra được mở cửa với sự hiện diện của các quan chức Síp gốc Thổ Nhĩ Kỳ và Hy Lạp.

## Chính phủ
Síp là một quốc gia theo chế độ cộng hoà tổng thống. Nguyên thủ nhà nước và lãnh đạo chính phủ là Tổng thống, tổng thống được bầu qua một quá trình phổ thông đầu phiếu với nhiệm kỳ năm năm. Quyền hành pháp do chính phủ đảm nhiệm và quyền lập pháp thuộc Nghị viện trong khi nhánh Tư pháp độc lập với cả nhánh lập pháp và hành pháp.
Hiến pháp năm 1960 quy định một hệ thống chính phủ tổng thống với các nhánh hành pháp, lập pháp và tư pháp riêng biệt, cũng như một hệ thống kiểm tra và cân bằng phức tạp, gồm một tỷ lệ chia sẻ quyền lực đã được tính trước để bảo vệ các quyền lợi của người Síp Thổ Nhĩ Kỳ. Nhánh hành pháp, do một Tổng thống Síp Hy Lạp và một Phó tổng thống Síp Thổ Nhĩ Kỳ đứng đầu. Hai người này được các cộng đồng của mình bầu lên với nhiệm kỳ năm năm và mỗi người đều có quyền phủ quyết với một số kiểu quyết định hành pháp và lập pháp. Quyền lập pháp thuộc Nghị viện, với các đại biểu cũng được bầu lên trên căn bản đầu phiếu. Từ năm 1964, sau những cuộc xung đột giữa hai cộng đồng, các ghế của người Síp Thổ Nhĩ Kỳ trong nghị viện bị bỏ trống. Người Síp Thổ Nhĩ Kỳ từ chối thành lập bộ nội vụ trước cuộc xâm lược Síp trong nỗ lực nhằm phân chia Cộng hoà Síp về pháp lý. Điều này là rõ ràng trong báo cáo của Tổng thư ký Liên hiệp quốc ở thời điểm ấy. Các lãnh đạo người Síp Thổ Nhĩ Kỳ đã gia nhập vào một lập trường cứng rắn chống lại mọi biện pháp có thể khiến các thành viên của hai cộng đồng sống và làm việc cùng nhau, hay có thể đặt người Síp Thổ Nhĩ Kỳ vào các tình huống theo đó họ sẽ phải chấp nhận quyền lực của các cơ quan chính phủ. Quả thực, bởi giới lãnh đạo người Síp Thổ Nhĩ Kỳ cam kết coi sự chia rẽ về địa lý và tự nhiên giữa các cộng đồng như một mục tiêu chính trị, dường như các hành động được người Síp Thổ Nhĩ Kỳ khuyến khích khó có thể được coi là sự thể hiện các dấu hiệu của một chính sách mới. Kết quả dường như là một chính sách tự chia rẽ một cách thận trọng của người Síp Thổ Nhĩ Kỳ
Năm 1974 Síp bị phân chia trên thực tế thành Síp do người Hy Lạp kiểm soát ở hai phần ba hòn đảo ở phía nam và một phần ba diện tích do Thổ Nhĩ Kỳ kiểm soát ở phía bắc. Người Síp Thổ Nhĩ Kỳ cuối cùng đã tuyên bố độc lập năm 1983 trở thành Cộng hoà Bắc Síp Thổ Nhĩ Kỳ, nhưng chỉ được mỗi Thổ Nhĩ Kỳ công nhận. Năm 1985, Cộng hoà Bắc Síp Thổ Nhĩ Kỳ đưa ra một hiến pháp và tổ chức cuộc bầu cử đầu tiên. Liên hiệp quốc công nhận chủ quyền của Cộng hoà Síp với toàn bộ hòn đảo Síp.
Nghị viện hiện có 59 thành viên được bầu với nhiệm kỳ năm năm, 56 thành viên theo đại diện tỷ lệ và ba thành viên quan sát viên đại diện cho các cộng đồng người Maronite, Latin và Armenia. 24 ghế được chia cho cộng đồng Thổ Nhĩ Kỳ nhưng vẫn bị để trống từ năm 1964. Môi trường chính trị chủ yếu là cuộc tranh giành giữa Đảng Tiến bộ của Tầng lớp Lao động (AKEL) Cộng sản và Đảng Tự do dân chủ bảo thủ và phái trung dung Đảng Dân chủ, Dân chủ Xã hội Phong trào Dân chủ Xã hội (EDEK) và EURO.KO trung dung.
Ngày 17 tháng 2 năm 2008 Dimitris Christofias thuộc Đảng Tiến bộ của Tầng lớp Lao động được bầu làm Tổng thống Síp và đây là thắng lợi bầu cử đầu tiên không phải thuộc một liên minh lớn. Điều này khiến Síp trở thành một trong ba quốc gia duy nhất trên thế giới đã từng có một chính phủ Cộng sản được bầu cử dân chủ, hai nước kia là Moldova và Nepal, và là quốc gia thành viên Liên minh châu Âu duy nhất đã từng nằm dưới sự lãnh đạo của phái Cộng sản. Christofias tiếp nhận chính phủ từ Tassos Papadopoulos thuộc Đảng Dân chủ ông đã nắm chức vụ này từ tháng 2 năm 2003. Tuy nhiên, do những hậu quả nặng nề mà Christofias gây ra trong cuộc khủng hoảng kinh tế tại Síp 2012-13, ông đã không ra tranh cử lần 2 và nhiệm kỳ sau (2013), Nicos Anastasiades thuộc Đảng Dân chủ đã lên nắm quyền và được tái cử và nắm giữ chức Tổng thống cho đến nay.

### Quận
Cộng hoà Síp được chia thành sáu quận: Nicosia, Famagusta, Kyrenia, Larnaca, Limassol và Paphos.
| Bản đồ Síp    | Quận                | tên tiếng Hy Lạp         | tên tiếng Thổ Nhĩ Kỳ |
| ------------- | ------------------- | ------------------------ | -------------------- |
|               | Famagusta           | Αμμόχωστος (Ammochostos) | Gazimağusa           |
| Quận Kyrenia  | Κερύvεια (Keryneia) | Girne                    |                      |
| Quận Larnaca  | Λάρνακα (Larnaka)   | Larnaka/İskele           |                      |
| Quận Limassol | Λεμεσός (Lemesos)   | Limasol/Leymosun         |                      |
| Quận Nicosia  | Λευκωσία (Lefkosia) | Lefkoşa                  |                      |
| Quận Paphos   | Πάφος (Pafos)       | Baf/Gazibaf              |                      |

### Lãnh thổ phụ thuộc ở bên ngoài và vùng đất thuộc nước ngoài
Síp có bốn vùng đất phụ thuộc ở bên ngoài, và toàn bộ lãnh thổ thuộc Khu vực Căn cứ có Chủ quyền Anh Dhekelia. Hai vùng đầu tiên là các làng Ormidhia và Xylotymvou. Vùng thứ ba là Trạm điện Dhekelia, bị ngăn cách bởi một con đường của Anh làm hai phần. Phần phía bắc là một vùng phụ thuộc ở bên ngoài, giống như hai làng trên, trong khi vùng phía nam nằm cạnh biển và vì thế không phải là một vùng đất phụ thuộc ở bên ngoài, dù nó không có lãnh hải riêng.
Vùng đệm Liên hiệp quốc chạy ngược hướng Dhekelia và quay trở lại từ cạnh phía đông của nó bên ngoài Ayios Nikolaos, nối với phần còn lại của Dhekelia bằng một hành lang đất, và theo hướng này vùng đệm quay về góc phía đông nam của hòn đảo, vùng Paralimni, là vùng phụ thuộc ở bên ngoài trên thực tế chứ không phải theo pháp lý.
Pyrgos là một vùng đất phụ thuộc nước ngoài trên thực tế của vùng do chính phủ kiểm soát trên hòn đảo. Đây là thị trấn Hy Lạp Síp nằm trên Vịnh Morphou do Chính phủ Bắc Síp Thổ Nhĩ Kỳ kiểm soát.

### Nhân quyền
Sự lưu ý thường xuyên trên sự phân chia hòn đảo thỉnh thoảng đội lốt những vấn đề nhân quyền. Mại dâm lan tràn trên cả vùng do Hy Lạp và vùng do Thổ Nhĩ Kỳ kiểm soát, và vùng phía nam do Hy Lạp kiểm soát đã bị chỉ trích vì vai trò của nó trong ngành thương mại sex như một trong những con đường buôn người từ Đông Âu. Chế độ ở phía bắc thỉnh thoảng bị chỉ trích về vấn đề tự do ngôn luận liên quan tới việc đối xử nghiêm khắc với các tổng biên tập báo. Luật pháp về bạo lực gia đình tại nước Cộng hoà vẫn hầu như không được áp dụng, và nó vẫn chưa được thông qua thành luận ở phía Bắc. Các báo cáo về sự đối xử không thích đáng với nhân viên nội địa, chủ yếu là những công nhân nhập cơ từ các nước đang phát triển, thỉnh thoảng được thông báo trên báo chí Síp Hy Lạp, và là chủ đề của nhiều chiến dịch của các tổ chức từ thiện chống phát xít KISA.

## Quân đội
Vệ binh Quốc gia Síp là lực lượng quân sự chính của Cộng hoà Síp ở phía Nam. Đây là lực lượng quân đội hỗn hợp gồm toàn bộ người Hy Lạp, với các nhánh bộ binh, không quân và hải quân.
Các lực lượng trên bộ của Vệ binh Quốc gia Síp gồm các đơn vị sau:
- Sư đoàn Bộ binh số 1 (Ιη Μεραρχία ΠΖ)
- Sư đoàn Bộ binh số 2 (ΙΙα Μεραρχία ΠΖ)
- Lữ đoàn Bộ binh số 4 (ΙVη Ταξιαρχία ΠΖ)
- Lữ đoàn Thiết giáp số 20 (ΧΧη ΤΘ Ταξιαρχία)
- Lữ đoàn Hỗ trợ số 3 (ΙΙΙη Ταξιαρχία ΥΠ)
- Lữ đoàn Hỗ trợ số 8 (VIIIη Ταξιαρχία ΥΠ)

Lực lượng không quân gồm Phi đội Trực thăng Tấn công số 449 (449 ΜΑΕ) - với những chiếc SA-342L và Bell 206 và Phi đội Trực thăng Tấn công số 450 (450 ME/P) - với những chiếc Mi-35P, BN-2B và PC-9. Các sĩ quan cao cấp hiện tại gồm Tư lệnh Tối cao, Vệ binh Quốc gia Síp: Trung tướng Konstantinos Bisbikas, Phó tư lệnh, Vệ binh Quốc gia Síp: Trung tướng Savvas Argyrou và Tham mưu trưởng, Vệ binh Quốc gia Síp: Thiếu tướng Gregory Stamoulis.

## Kinh tế
Síp thực hiện nền kinh tế thị trường tự do dựa chủ yếu vào các ngành dịch vụ đặc biệt là du lịch. Trước đây nông nghiệp là ngành kinh tế quan trọng nhất, thu hút 1/3 lực lượng lao động, nông sản xuất khẩu chiếm 1/3 giá trị xuất khẩu của Síp, nhưng những năm gần đây du lịch và dịch vụ dần dần chiếm vị trí quan trọng hơn, đóng góp đến 78% GDP và thu hút hơn 70% lực lượng lao động của Síp. Nền công nghiệp Síp nhỏ bé, chủ yếu là công nghiệp chế biến và sản xuất hàng tiêu dùng như dệt, giày dép, may mặc xuất khẩu, chế biến nông lâm sản...Năm 2007, Síp đã thu hút nhiều vốn đầu tư chiếm hơn 20,8% GDPlàm tăng thêm nguồn ngân sách đến 9,996 tỷ USD.
Năm 2016, Tổng sản phẩm quốc dân (GDP) của Síp là 19.931 tỷ USD tính theo qui đổi, với tỷ lệ tăng trưởng GDP thực 3,6%, thu nhập tính theo đầu người là 35,750 USD (2016). Tỷ lệ lạm phát là 5,1% (2008); tỷ lệ thất nghiệp là 3.8% (2008), nợ nước ngoài 26,12 tỷ USD (31/12/2007).
Síp có quan hệ kinh tế – thương mại chủ yếu với các nước EU, Đông Bắc Á (Hàn Quốc, Nhật Bản).
Kinh tế Síp khá thịnh vượng và đã được đa dạng hoá trong những năm gần đây. Theo các ước tính mới nhất của IMF, GDP trên đầu người của nước này (đã được điều chỉnh theo sức mua) ở mức $28.381, ở trên mức trung bình của Liên minh châu Âu. Síp đã được lựa chọn là một cơ sở cho nhiều doanh nghiệp nước ngoài bởi cơ sở hạ tầng phát triển cao. Chính sách kinh tế của Chính phủ Síp chú trọng tới việc đạt các tiêu chí cho việc gia nhập Liên minh châu Âu. Chấp nhận đồng euro làm tiền tệ quốc gia như yêu cầu với mọi quốc gia mới gia nhập Liên minh châu Âu, và chính phủ Síp đã chấp nhận đồng tiền tệ mới ngày 1 tháng 1 năm 2008.
Dầu mỏ gần đây đã được phát hiện trên thềm lục địa giữa Síp và Ai Cập, và những cuộc đàm phán đang được tiến hành giữa Liban và Ai Cập để đạt tới một thoả thuận khai thác các nguồn tài nguyên đó. Thềm lục địa chia tách Liban và Síp được cho là có trưc lượng dầu thô và khí tự nhiên lớn. Tuy nhiên, Hải quân Thổ Nhĩ Kỳ không cho phép việc khai thác dầu khí trong vùng.
Kinh tế khu vực do Thổ Nhĩ Kỳ chiếm đóng (thực tế là Quận Mersin) chủ yếu gồm các lĩnh vực dịch vụ, gồm lĩnh vực công, thương mại, du lịch và giáo dục với các khu vực nông nghiệp và công nghiệp nhẹ nhỏ. Kính tế hoạt động trên cơ sở thị trường tự do, dù nó tiếp tục bị ảnh hưởng bởi sự cô lập chính trị của người Síp Thổ Nhĩ Kỳ, sự thiếu hụt đầu tư tư nhân và chính phủ, chi phí vận chuyển cao, và thiếu hụt nguồn lao động có tay nghề. Dù có những trở ngại như vậy, nền kinh tế đã hoạt động tốt trong giai đoạn 2003 và 2004, với các tỷ lệ phát triển cao 9.6% và 11.4%. Thu nhập trung bình trong khu vực đạt $15.984 năm 2008. Sự tăng trưởng được hỗ trợ một phần bởi sự ổn định vững chắc của đồng lira mới Thổ Nhĩ Kỳ và bởi sự tăng trưởng mạnh trong lĩnh vực giáo dục và xây dựng.
Hòn đảo đã chứng kiến một cuộc bùng nổ du lịch trong nhiều năm và cùng với đó là sự thịnh vượng của thị trường cho thuê của Síp. Ngoài ra sự tăng trưởng tư bản trong mức độ thịnh vượng được tạo ra do nhu cầu của các nhà đầu tư tới đây và những người dân ngày càng giàu lên trên hòn đảo.

## Nhân khẩu

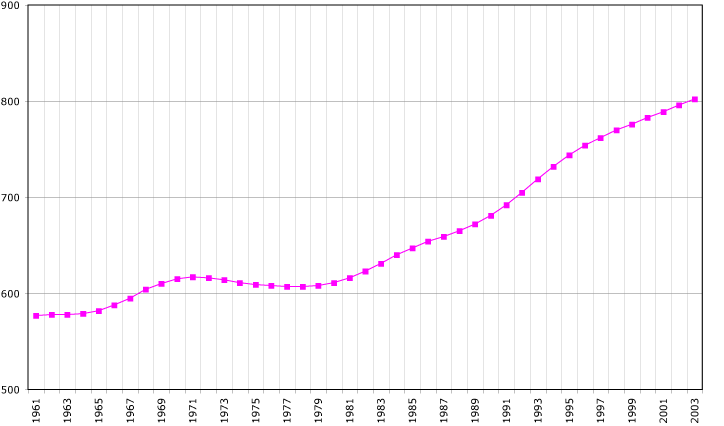
Tăng trưởng dân số (các con số cho toàn bộ hòn đảo, ngoại trừ khoảng 150.000 người nhập cư Thổ Nhĩ Kỳ gần đây sống tại miền Bắc Síp).

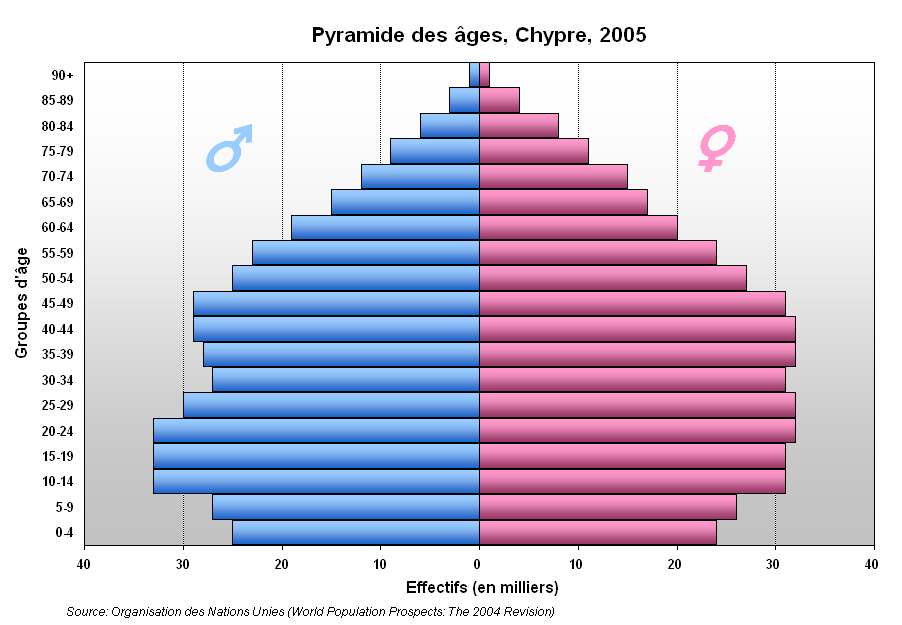
Cơ cấu dân số.

Theo cuộc điều tra dân số đầu tiên sau khi tuyên bố độc lập, được tiến hành tháng 12 năm 1960 và ở trên phạm vi toàn bộ hòn đảo, Síp có tổng dân số 573.566 người, với người Síp gốc Hy Lạp chiếm 77% dân số và người Síp Thổ Nhĩ Kỳ chiếm 18% (người sắc tộc khác chiếm 5% còn lại). Theo cuộc điều tra dân số gần nhất tiến hành trên toàn bộ hòn đảo (tháng 4 năm 1973), dân số Síp là 631.778 với ước tính người Síp Thổ Nhĩ Kỳ chiếm 19% tổng số (khoảng 120.000).
Các cuộc điều tra dân số sau này tiến hành trong giai đoạn 1976-2001 sau sự phân chia trên thực tế của hòn đảo với chỉ số người sống trong vùng thuộc quyền kiểm soát của Chính phủ Cộng hoà Síp, số người Síp Thổ Nhĩ Kỳ sống ở miền Bắc Síp theo ước tính của Sở Thống kê Cộng hoà Síp theo các tỷ lệ tăng trưởng dân số và dữ liệu nhập cư. Trong cuộc điều tra dân số cuối cùng năm 2001 do Cộng hoà Síp tiến hành, dân số tại vùng chính phủ kiểm soát là 703.529 người. Số người Síp Thổ Nhĩ Kỳ ở miền Bắc Síp được Sở Thống kê Cộng hoà Síp đưa ra là 87.600 người, hay 11% tổng dân số được công bố.
Những ước tính gần nhất của Sở Thống kê Síp cho rằng dân số hòn đảo này ở thời điểm cuối năm 2006 là 867.600 người, với 89.8% (778.700) ở vùng do chính phủ kiểm soát và 10.2% (88.900) người Síp Thổ Nhĩ Kỳ ở miền Bắc Síp. Tuy nhiên, ước tính của Cộng hoà Síp về số người Síp gốc Thổ Nhĩ Kỳ không phản ánh tổng số dân của miền Bắc Síp. Ngoài ra, Sở Thống kê Cộng hoà Síp cũng ước tính rằng 150.000-160.000 người nhập cư Thổ Nhĩ Kỳ (được gọi là "người định cư trái phép" trong Bản tóm tắt thống kê năm 2007 của Cộng hoà Síp, Ghi chú tại tr. 72) đang sống ở miền Bắc Síp, đưa số dân trên thực tế của miền Bắc Síp lên khoảng 250.000 người. Ước tính do Cộng hoà Síp đưa ra khớp với các kết quả cuộc điều tra dân số năm 2006 do 'chính phủ' Bắc Síp tiến hành, theo đó tổng dân số Cộng hoà Bắc Síp Thổ Nhĩ Kỳ là 265.100 người. Vì thế tổng dân số Síp hơi lớn hơn 1 triệu người, gồm 778.700 người ở vùng lãnh thổ do chính phủ Cộng hoà Síp kiểm soát và 265.100 người tại vùng lãnh thổ do chính phủ Cộng hoà Bắc Síp Thổ Nhĩ Kỳ quản lý.
Síp đã chứng kiến một làn sóng lớn người lao động nhập cư từ các quốc gia như Thái Lan, Philippines, và Sri Lanka, cũng như số lượng lớn người cư trú thường xuyên thuộc các quốc tịch Nga, Anh và các quốc gia Liên minh châu Âu khác. Các cộng đồng người Nga và Ukraina khá lớn (chủ yếu là người Hy Lạp Hắc Hải, nhập cư sau sự sụp đổ của Khối Đông Âu), Bulgaria, România, và các quốc gia Đông Âu. Tới cuối năm 2007, khoảng 124.000 người nhập cư định cư tại Síp, ba nhóm người nhập cư lớn nhất là 37.000 người Hy Lạp, 27.000 người Anh, và 10.000 người Nga. Hòn đảo cũng là nơi sinh sống của một cộng đồng thiểu số người Maronite 6.000 người, một cộng đồng người Armenia khoảng 2.000 người, và những người tị nạn chủ yếu đến từ Serbia, Palestine, và Liban. Cũng có một cộng đồng thiểu số người Kurd tại Síp.
Bên ngoài Síp có một cộng đồng khá lớn và thịnh vượng người Síp gốc Do thái tại các quốc gia khác. Hoa Kỳ, Anh Quốc, Hy Lạp và Australia là những nước tiếp đón đa số người di cư rời bỏ hòn đảo sau khi nó bị phân chia trên thực tế năm 1974. Đặc biệt tại Anh Quốc ước tính có 150.000 người Síp.

## Tôn giáo
| Tôn giáo tại Síp (2010)      | Tôn giáo tại Síp (2010)      | Tôn giáo tại Síp (2010) | Tôn giáo tại Síp (2010) | Tôn giáo tại Síp (2010) |
| ---------------------------- | ---------------------------- | ----------------------- | ----------------------- | ----------------------- |
| tôn giáo                     | tôn giáo                     |                         | tỷ lệ                   | tỷ lệ                   |
| Chính thống giáo Đông phương | Chính thống giáo Đông phương |                         | 78%                     | 78%                     |
| Hồi giáo                     | Hồi giáo                     |                         | 20%                     | 20%                     |
| Khác                         | Khác                         |                         | 1%                      | 1%                      |
| Không tôn giáo               | Không tôn giáo               |                         | 1%                      | 1%                      |

Đa số người Síp gốc Hy Lạp là thành viên của Giáo hội Chính thống Hy Lạp, trong khi hầu hết người Síp Thổ Nhĩ Kỳ là tín đồ Hồi giáo. Theo Eurobarometer 2005, Síp là một trong những quốc gia có số dân theo tôn giáo đông nhất tại Liên minh châu Âu, cùng với Malta, Romania, Hy Lạp và Ba Lan. Thậm chí Tổng thống đầu tiên của Síp, Makarios III, còn là một tổng giám mục. Đây cũng là một trong năm nước duy nhất của Liên minh châu Âu có tôn giáo chính thức của nhà nước, (Giáo hội Chính thống Síp, bốn quốc gia kia là Malta, Hy Lạp, Đan Mạch và Anh Quốc Anh giáo. Ngoài các cộng đồng Chính thống giáo và Hồi giáo, còn có các cộng đồng Bahá'í, Do Thái, Tin lành (gồm cả Pentecostal), Công giáo Rôma, Giáo hội nghi thức Maronite (Nghi thức Kitô giáo phía Đông) và Tông truyền Armenia nhỏ tại Síp.

## Giáo dục
Síp có hệ thống giáo dục tiểu học và trung học phát triển cao với cả hệ thống giáo dụng công và tư nhân. Chất lượng cao của nền giáo dục có được nhờ trình độ trên mức trung bình của các giáo viên những cũng bởi thực tế gần 7% GDP được chi cho giáo dục khiến Síp là một trong ba nước chi tiêu nhiều nhất cho giáo dục trong EU cùng Đan Mạch và Thuỵ Điển. Các trường công nói chung được xem có cùng chất lượng như các cơ sở giáo dục tư nhân. Tuy nhiên, giá trị của bằng cấp trung học nhà nước bị hạn chế bởi thực tế các bằng cấp có được chỉ chiếm khoảng 25% điểm số cuối cùng của mỗi môn, 75% còn lại do giáo viên quyết định trong học kỳ, theo một cách ít công khai nhất. Các trường đại học Síp (giống như các trường đại học Hy Lạp) hầu như bỏ qua toàn bộ giá trị bằng cấp trung học trong việc tiếp nhận. Tuy một bằng trung học chỉ là bắt buộc khi vào trường đại học, việc tiếp nhận được quyết định hầu như chỉ trên cơ sở điểm số tại các cuộc thi đầu vào trường đại học mà mọi ứng cử viên đều bị bắt buộc phải tham gia. Đa số người Síp theo học trung học tại Hy Lạp, Anh, Thổ Nhĩ Kỳ, các trường đại học châu Âu và Bắc Mỹ. Cần lưu ý rằng hiện tại Síp có tỷ lệ phần trăm công dân ở tuổi lao động có trình độ trung học cao ở EU với 30% trước cả Phần Lan 29.5%. Ngoài ra 47% dân số trong độ tuổi 25–34 có bằng cấp ba, cao nhất tại EU. Sinh viên Síp rất chịu khó di chuyển, với 78.7% đang học tại một trường đại học bên ngoài Síp. 
Các trường cao đẳng tư và các trường đại học được nhà nước hỗ trợ đã được phát triển.
- Đại học Síp: thành lập năm 1989
- Đại học Kỹ thuật Síp: bắt đầu năm 2007
- Đại học châu Âu - Síp: thành lập năm 1961 với tên gọi Trường cao đẳng Síp và đổi tên năm 2007
- Đại học Nicosia: thành lập năm 1981 trước kia gọi là Intercollege; nó đổi thành tên hiện tại năm 2007. Tổng cộng có 5,000 sinh viên tại các cơ sở ở Nicosia, Limassol và Larnaca
- Đại học Frederick
- Viện hàn lâm nghệ thuật Síp: thành lập năm 1995.
- Cao đẳng nghệ thuật Síp: thành lập năm 1969.

Con số sinh viên từ nước ngoài cũng gia tăng.

## Văn hoá

### Nghệ thuật
Lịch sử nghệ thuật Síp có thể được truy nguồn gốc từ 10.000 năm trước, sau sự phát hiện một loạt hình ảnh khắc thời Chalcolithic tại các làng ở Khoirokoitia và Lempa, Lưu trữ ngày 17 tháng 1 năm 2013 tại Wayback Machine, và hòn đảo này cũng là quê hương của nhiều tranh thần tượng nghệ thuật cao từ thời Trung Cổ.

### Âm nhạc
Âm nhạc dân gian truyền thống Síp có nhiều điểm chung với âm nhạc dân gian Hy Lạp, gồm các điệu nhảy như sousta, syrtos, zeibekikos, tatsia, và kartsilamas. Các nhạc cụ gắn liền với âm nhạc dân gian Síp là violin ["fkiolin"], đàn luýt ["laouto"], accordion, và sáo Síp "pithkiavlin". Cũng có một hình thức thơ âm nhạc được gọi là "chattista", thường được trình diễn tại các lễ hội và sự kiện truyền thống. Các nhà soạn nhạc gắn liền với âm nhạc truyền thống Síp gồm Evagoras Karageorgis, Marios Tokas, Solon Michaelides, Savvas Salides. Nhạc Pop tại Síp nói chung bị ảnh hưởng bởi nhạc pop "Laïka" Hy Lạp, với nhiều nghệ sĩ như Anna Vissi và Evridiki nổi tiếng rộng rãi. Nhạc rock Síp và nhạc rock "Éntekhno" thường gắn liền với các nghệ sĩ như Michalis Hatzigiannis và Alkinoos Ioannidis. Metal cũng có nhiều khán giả tại Síp, được thể hiện bởi các ban nhạc như Armageddon, Winter's Verge, RUST and Blynd Rev. 16:16.

### Văn học
Các tác phẩm văn học thời cổ gồm Cypria, một loại thơ sử thi có lẽ được sáng tác ở cuối thế kỷ thứ bảy trước Công Nguyên và gắn với tên tuổi Stasinus.

### Ẩm thực

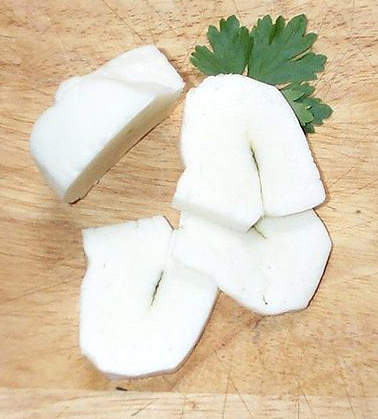
Các mảnh pho mát halloumi và lá bạc hà ở giữa.

Phó mát halloumi (hay còn gọi là hellim) có nguồn gốc ở Síp và lần đầu tiên được sản xuất thời Trung Cổ Byzantine, sau đó trở nên nổi tiếng ở toàn bộ Trung Đông. Halloumi thường được ăn với các miếng mỏng, tươi hay nước, như một món khai vị.
Hải sản và các món cá của Síp gồm mực ống, bạch tuộc, cá đối đỏ, và cá vược biển. Dưa chuột và cà chua được sử dụng nhiều làm salad. Các món rau thông thường gồm khoai tây với dầu olive và mùi tây, súp lơ ngâm rượu và củ cải đường, măng tây và kolokassi. Các đồ đặc sản khác của hòn đảo là thịt ướp trong rau mùi khô, các loại hạt và rượu, và cuối cùng là các loại thực phẩm khô và hun khói, như lountza (thăn lợn hun khói), thịt cừu nướng than, souvlaki (thịt lợn và thịt gà nướng than), và sheftalia/seftali (thịt băm gói trong màng treo ruột). Pourgouri (bulgur, lúa mì xay) là món ăn carbohydrate truyền thống cùng bánh mì.
Các loại rau củ tươi là sản phẩm thường thấy trong ẩm thực Síp. Các loại rau thường được sử dụng là bí xanh, hạt tiêu xanh, okra, đậu xanh, artichoke, cà rốt, khoai tây, dưa chuột, lá rau diếp và lá nho, và bột đậu, đậu hà lan, đậu dải trắng rốn nâu, đậu xanh và đậu lăng. Các loại trái cây và quả thường gặp nhất là lê, táo, nho, cam, quýt, đào, sơn tra, mâm xôi, anh đào, dâu tây, vả, dưa hấu, dưa, lê tàu, chanh, hồ trăn, quả hạnh, hạt dẻ, óc chó, hazelnut.

### Thể thao
Các cơ quan quản lý thể thao tại Síp gồm Hiệp hội Ô tô Síp, Liên đoàn Bóng bàn Síp, Liên đoàn Bóng rổ Síp, Liên đoàn Cricket Síp, Liên đoàn Bóng đá Síp, Liên đoàn Rugby Síp và Liên đoàn Bóng chuyền Síp. Marcos Baghdatis là một trong những vận động viên tennis thành công nhất của Síp trên đấu trường quốc tế. Ông là người có mặt trong trận chung kết Australian Open năm 2006, và đã vào tới vòng bán kết Wimbledon cùng năm ấy. Tương tự Kyriakos Ioannou là một vận động viên nhảy cao người Síp sinh tại Limassol và đã đạt thành tích 2.35 m tại IAAF World Championships in Athletics lần thứ 11 được tổ chức tại Osaka, Nhật Bản, năm 2007 đoạt huy chương đồng.
Bóng đá là môn thể thao được ưa chuộng nhất. Các đội bóng nổi tiếng gồm AEL Limassol, APOLLON FC, Anorthosis Famagusta FC, AC Omonia, Apollon Ladies, Nea Salamina Famagusta, AEK Larnaca và APOEL Nicosia FC. Các sân vận động hay các địa điểm thi đấu thể thao tại Síp gồm Sân vận động GSP (lớn nhất tại Síp), Sân vận động Makario, Sân vận động Neo GSZ, Sân vận động Antonis Papadopoulos, Sân vận động Ammochostos và Sân vận động Tsirion. Cyprus Rally cũng là sự kiện xuất hiện trên lịch thi đấu của World Rally Championship.

### Truyền thông
Các tờ báo gồm Phileleftheros, Politis (Síp), Simerini, Cyprus Mail, Cyprus Observer, Famagusta Gazette, Cyprus Today, Cyprus Weekly, Financial Mirror, Haravgi, Makhi và Kathimerini (trong một ấn bản đặc biệt Síp). Các kênh TV gồm ANT1 Cyprus, Alfa TV, CNC Plus TV, Cyprus Broadcasting Corporation, Lumiere TV, Middle East Television, Mega Channel Cyprus và Sigma TV.

## Tiền đúc
Tại Síp, đồng euro được giới thiệu năm 2008. Ba thiết kế khác nhau đã được lựa chọn cho các đồng xu của Síp. Để kỷ niệm sự kiện này, một đồng tiền xu €5 cho mục đích sưu tập đã được phát hành. Đông xu này là một di sản của đồng tiền xu kỷ niệm vàng và bạc quốc gia cũ từng được lưu hành. Không giống những lần phát hành bình thường, các đồng xu này không được sử dụng hợp pháp tại eurozone; vì nó không thể sử dụng ở bất kỳ quốc gia nào khác ngoài Síp.

## Hạ tầng

### Vận tải

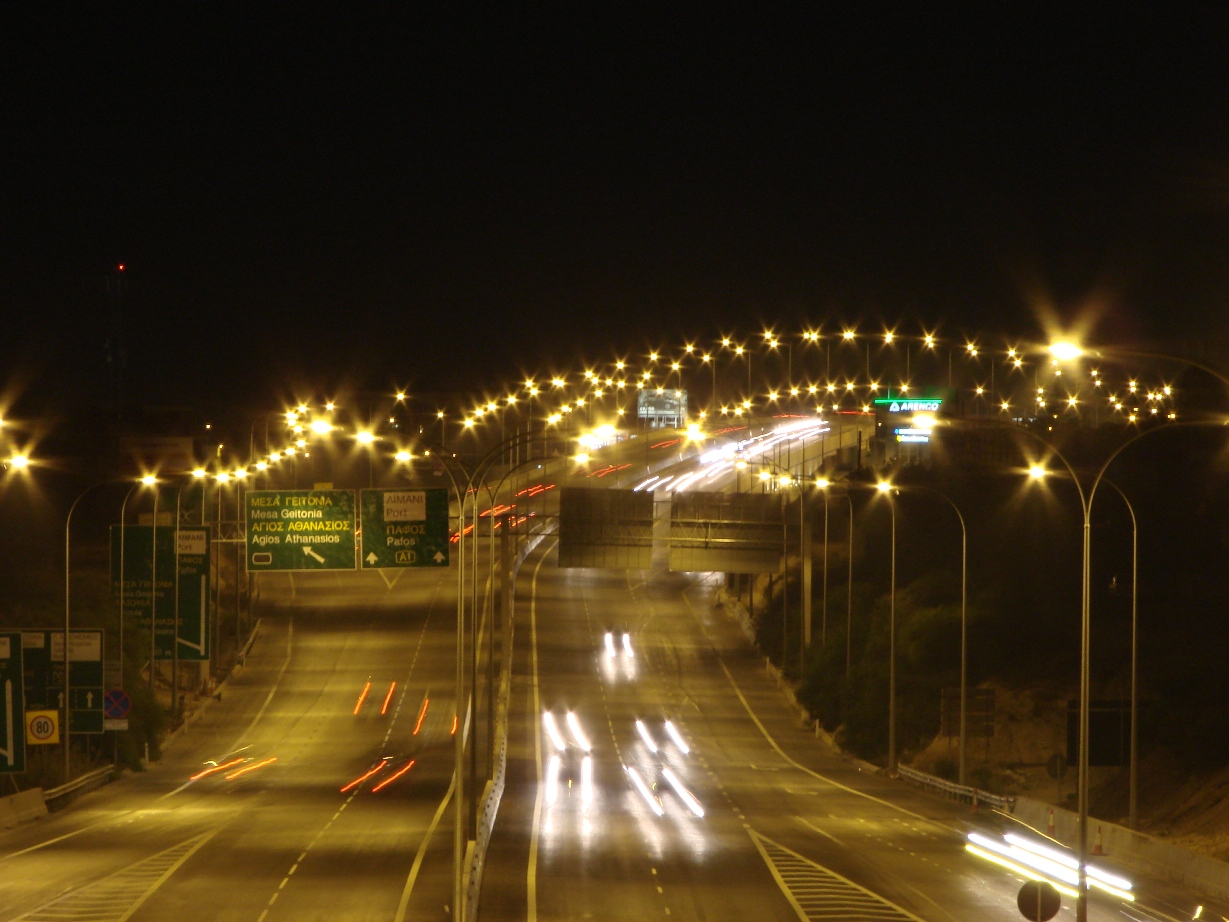
Đường cao tốc A1 - Limassol

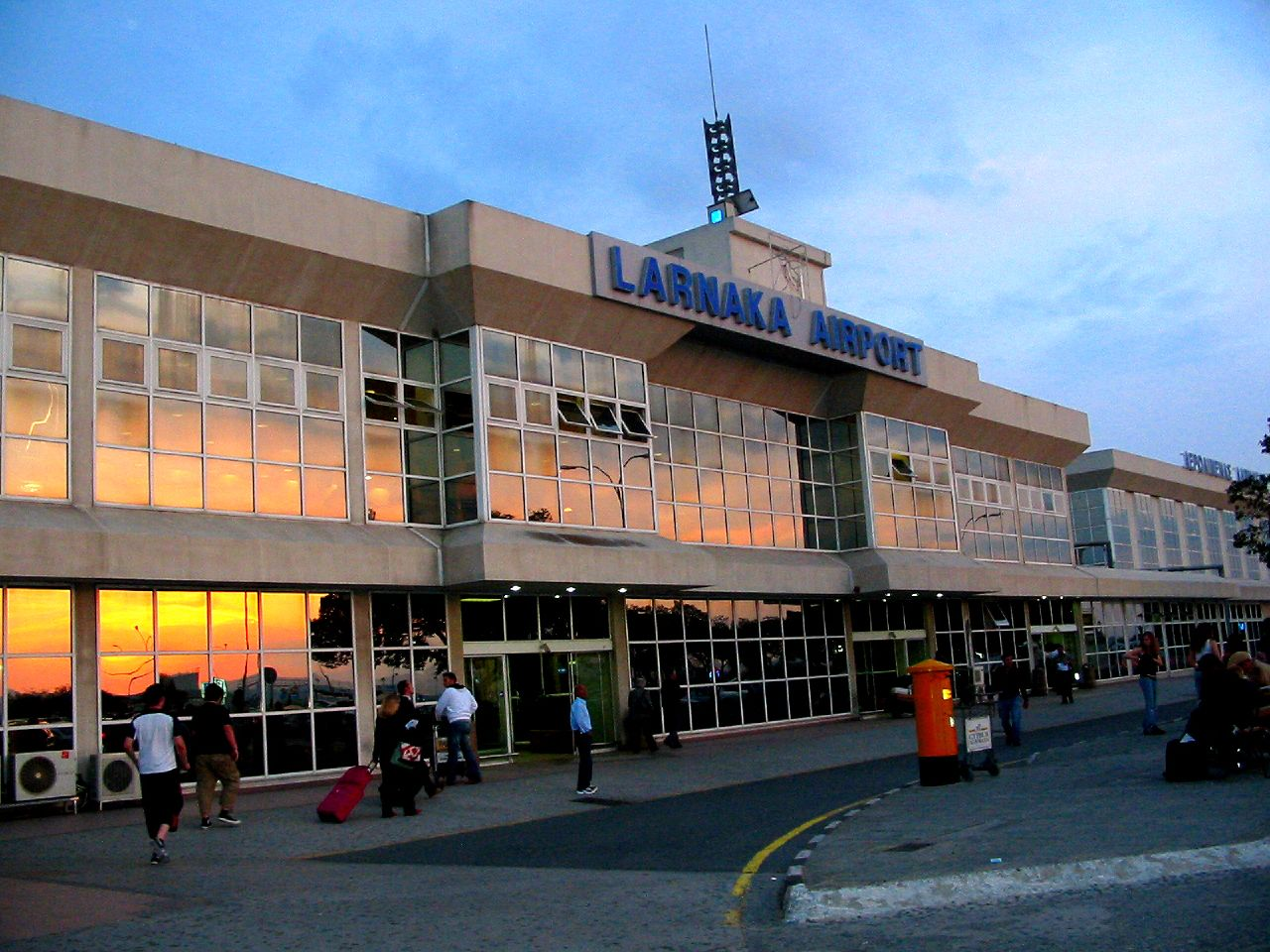
Sân bay Quốc tế Larnaca

Công ty Đường sắt Chính phủ Síp đã ngừng hoạt động ngày 31 tháng 12 năm 1951, các phương thức vận tải khác là đường bộ, đường sắt và đường không. Trong số 10.663 km (6.626 mi) đường bộ tại vùng Síp Hy Lạp năm 1998, 6.249 km (3.883 mi) được trải nhựa, và 4.414 km (2.743 mi) không trải nhựa. Ở thời điểm năm 1996 vùng Síp Thổ Nhĩ Kỳ có tỷ lệ đường trải nhựa và không trải nhựa tương tự, với xấp xỉ 1.370 km (850 mi) đường trải nhựa và 980 km (610 mi) chưa trải nhựa. Síp là một trong bốn quốc gia Liên minh châu Âu duy nhất theo đó các phương tiện lưu thông theo phía bên trái đường, một tàn tích của sự thuộc địa hoá Anh, các quốc gia kia là Ireland, Malta và Anh Quốc.
Đường cao tốc
- A1 Nicosia tới Limassol
- A2 nối A1 gần Pera Chorio với A3 ở Larnaca
- A3 Larnaca tới Agia Napa
- A5 nối A1 gần Kofinou với A3 ở Larnaca
- A6 Pafos tới Limassol
- A9 Nicosia tới Astromeritis

| Tiêu chí phương tiện     | 2001    | 2002    | 2003    | 2004    | 2005    |
| ------------------------ | ------- | ------- | ------- | ------- | ------- |
| Phương tiện tư           | 270.348 | 277.554 | 291.645 | 324.212 | 344.953 |
| Taxis                    | 1,641   | 1,559   | 1,696   | 1,770   | 1,845   |
| Xe thuê                  | 8,080   | 8,509   | 9,160   | 9,652   | 8,336   |
| Xe Bus                   | 3,003   | 2,997   | 3,275   | 3,199   | 3,217   |
| Xe tải nhẹ (dưới 40 tấn) | 107.060 | 106.610 | 107.527 | 105.017 | 105.327 |
| Xe tải nặng (hơn 40 tấn) | 10.882  | 11.182  | 12.119  | 12.808  | 13.028  |
| Mô tô (2 bánh)           | 12.956  | 14.983  | 16.009  | 16.802  | 16.836  |
| Mô tô (3 bánh)           | 42      | 41      | 43      | 55      | 558     |
| Scooter                  | 28.987  | 25.252  | 25.464  | 24.539  | 22.987  |
| TỔNG CỘNG                | 442.999 | 448.687 | 466.938 | 498.054 | 517.087 |

Năm 1999, Síp có sáu sân bay trực thăng và hai sân bay quốc tế: Sân bay Quốc tế Larnaca và Sân bay Quốc tế Paphos. Sân bay Quốc tế Nicosia đã bị đóng cửa từ năm 1974 và dù sân bay Ercan vẫn hoạt động nó chỉ đón những chuyến bay từ Thổ Nhĩ Kỳ. Từ năm 2006 Sân bay Quốc tế Ercan đã được đề cập tới trong những cuộc đàm phán giữa Anh, Hoa Kỳ và EU cho những đường bay thẳng, với việc mở cửa trừng phát của EU, tuy nhiên những chuyến bay thẳng quốc tế trực tiếp vẫn chưa thể diễn ra.
Vận tải công cộng tại Síp bị hạn chế bởi các dịch vụ bus tư nhân (ngoại trừ Nicosia), taxi, và dịch vụ taxi 'chia sẻ' (ở địa phương được gọi là taxi dịch vụ). Sở hữu xe tư nhân trên đầu người đứng thứ 5 thế giới. Năm 2006 những kế hoạch lớn đã được thông báo nhằm cải thiện và mở rộng dịch vụ xe bus và tái cấu trúc vận tải công cộng trên khắp Síp, với sự hỗ trợ tài chính của Ngân hàng Phát triển Liên minh châu Âu. Các cảng chính của hòn đảo là Cảng Limassol và cảng Larnaca, với hoạt động vận chuyển hàng hoá, hành khách, và tàu du lịch.

### Chăm sóc y tế
Các bệnh viện đô thị gồm:
- Nicosia New General Hospital
- Nicosia Old General Hospital
- Makario Hospital (Nicosia)
- Limassol New General Hospital
- Limassol Old General Hospital
- Larnaca New General Hospital
- Larnaca Old General Hospital
- Paphos General Hospital
- Famagusta New General Hospital Deryneia

### Viễn thông
Cyta, công ty viễn thông thuộc sở hữu nhà nước, điều hành hầu hết các kết nối viễn thông và Internet trên hòn đảo. Tuy nhiên, cùng với sự tự do hoá gần đây trong lĩnh vực này, một vài công ty viễn thông tư nhân đã xuất hiện gồm MTN, Cablenet, TelePassport, OTEnet Telecom và PrimeTel.

## Thành viên tổ chức quốc tế
Đảo quốc Síp là thành viên của: Australia Group, Khối thịnh vượng chung, Hội đồng châu Âu, CFSP, EBRD, Ngân hàng Đầu tư châu Âu, EU, FAO, IAEA, IBRD, ICAO, Phòng Thương mại Quốc tế, Tòa án Hình sự Quốc tế, Liên minh Thương mại Quốc tế, Hiệp hội Phát triển Quốc tế, IFAD, Hội đồng Tài chính Quốc tế, IHO, Tổ chức Lao động Quốc tế, IMF, Tổ chức Thời tiết Quốc tế, Interpol, IOC, Tổ chức Nhập cư Quốc tế, Liên minh Nghị viện, ITU, MIGA, Phong trào Không liên kết, NSG, OPCW, OSCE, PCA, UN, UNCTAD, UNESCO, UNHCR, UNIDO, UPU, WCL, WCO, WFTU, WHO, WIPO, WMO, WToO, WTO.

## Xếp hạng quốc tế
| Tổ chức                                 | Nghiên cứu                                                                                         | Xếp hạng                            |
| --------------------------------------- | -------------------------------------------------------------------------------------------------- | ----------------------------------- |
| State of World Liberty Project          | State of World Liberty Index                                                                       | 9 trên 159                          |
| Chương trình Phát triển Liên hiệp quốc  | Chỉ số phát triển con người 2006 Chỉ số phát triển con người 2004 Chỉ số phát triển con người 2000 | 29 trên 177 29 trên 177 29 trên 177 |
| The Economist                           | Chỉ số Chất lượng Cuộc sống Thế giới Index, 2005                                                   | 23 trên 111                         |
| Đại học Leicester                       | Chỉ số hài lòng với cuộc sống                                                                      | 49 trên 178                         |
| Heritage Foundation/Wall Street Journal | Chỉ số tự do kinh tế                                                                               | 20 trên 157                         |
| Phóng viên không biên giới              | Chỉ số tự do báo chí thế giới 2006 Chỉ số tự do báo chí thế giới 2005                              | 30 trên 168 25 trên 168             |
| Tổ chức minh bạch quốc tế               | Chỉ số nhận thức tham nhũng 2006 Chỉ số nhận thức tham nhũng 2005 Chỉ số nhận thức tham nhũng 2004 | 37 trên 163 37 trên 158 36 trên 145 |
| Diễn đàn Kinh tế Thế giới               | Báo cáo Cạnh tranh Toàn cầu                                                                        | 46 trên 125                         |
| Quỹ tiền tệ quốc tế                     | GDP trên đầu người                                                                                 | 31 trên 180                         |
| Đại học Yale/Đại học Columbia           | Chỉ số Môi trường Bền vững 2005                                                                    | không xếp hạng                      |
| Nationmaster                            | Đình công lao động                                                                                 | không xếp hạng                      |
| A.T. Kearney / Chính sách đối ngoại     | Globalisation Index 2006 Globalisation Index 2005 Globalisation Index 2004                         | không xếp hạng                      |